# Bilorientering
Bilorientering er en form for motorsport, hvor deltagerne i bil skal følge en rute ved hjælp af kort eller forskellige andre rutebeskrivelser. Ruten skal gennemkøres på en opgivet tid, og undervejs skal de gældende regler i færdselsloven overholdes. Bilorienteringsløb afholdelse normalt af motorklubber og hvert løb kræver forudgående tilladelse af politiet.
Hver deltagerbil har foruden føreren en observatør, hvis opgave det er at tyde de udleverede ruteanvisninger og instruere køreren om ruten. 
Bilorientering kan gennemføres med meget simpelt udstyr: Foruden en lovlig bil kræves kun en kuglepen, en lineal og et plade til brug som kortbord. Et kompas og et ur anbefales dog også, ligesom en triptæller i bilen er meget nyttig. Sportens udøvere investerer dog gerne i mere udstyr som f.eks. fartpiloter, der automatisk kan hjælpe med at beregne ankomsttidspunkter, gennemsnitsfart etc. 
Kontrol af deltagernes korrekte gennemkørsel af ruten sker ved hjælp af henholdsvis skilte som bliver sat ud som man så skal skrive ned på sit udlevede kontrolkort. Der bliver også sat "snyde" skilte ud som man får hvis man kører uden for ruten. F.eks. hvis der står 3 containere ved siden af hinanden med 6 meters mellemrum så man ved at køre i mellem disse får 3 "veje". Så kan man sætte skilte ved 2 af vejene og så skal man selvfølgelig køre den rigtige vej for at få det rigtige skilt. Får man det forkerte skilt giver det strafpoint. Man kan også sætte et skilt ved rutekontroller og tidskontroller. Begge typer kan være opgivne eller åbne, dvs. med kendt placering, eller være hemmelige (dvs. at de optræder på ruten, uden at deltagerne kender dem i forvejen). 
Deltagerne kører efter køreordrer, som udleveres på et startsted, og som kan dække hele ruten eller kun frem til en opgiven rutekontrol, hvor der så udleveres køreordrer til næste etape. 
Der findes forskellige typer køreordrer, som 
- Rutekort, som er kortudsnit, hvorpå der kan være anført steder eller punkter, man skal køre til eller gennem
- Tulipaner, som kun viser et stiliseret vejforløb (som regel i form af vejsving, T-kryds og lignende) samt en retning og en afstand
- Retningsangivelser, hvor der er angivet en kompasretning og en afstand
- Stregskitser, der er målfaste skitser af et vejforløb